# Ca n'Argelaguet
Ca n'Argelaguet és una masia del segle xvi situada dins el terme municipal de Sabadell. Apareix documentada per primera vegada el 1537. Està ubicada a la carretera que uneix Sabadell amb Matadepera.

## Descripció
Masia de planta, pis i golfa. Presenta una teulada a dues vessants que donen aigües a les façanes laterals. Té una majestuosa porta adovellada, amb un gravat amb efígies, el monograma de Jesús i una finestra d'estil renaixentista. Als balcons de la golfa hi ha balustres de terra cuita. Envolta la masia un mur de tanca amb dos portals, un a nord i l'altra a sud. A l'interior destaca la sala, decorada amb gust neoclàssic i les cambres. La llar de foc de la cuina és rodona i es caracteritza pel fet de tenir el «colguer» separat de les parets amb forma circular i una gran campana.

## Història
La data més antiga sobre els Argelaguet (grafiats també Argilaguet i Argeleguet) remet a l'any 1537 i fa referència a un cens concordat entre Pere Argelaguet i Pere de Sentmenat. Al forn d'aquesta masia foren cuits els maons de la volta del campanar de Sant Julià d'Altura.